# Liste des mammifères en Slovénie

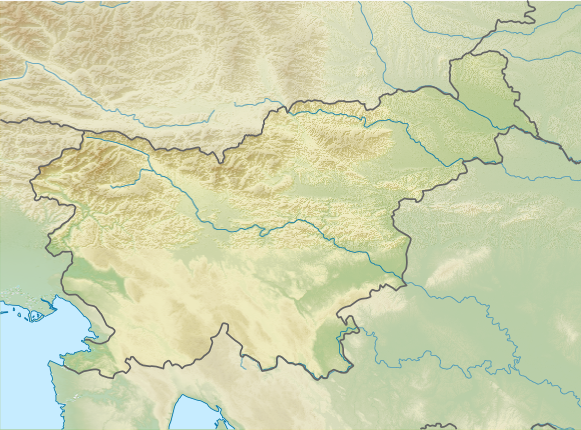
Carte topographique de la Slovénie.

Localisation de la Slovénie en Europe.

Cette liste commentée recense la mammalofaune en Slovénie. Elle répertorie les espèces de mammifères slovènes actuels et celles qui ont été récemment classifiées comme éteintes (à partir de l'Holocène, depuis donc 11 700 ans av. J.‑C.). Cette liste comporte 118 espèces réparties en neuf ordres et 28 familles, dont deux sont « en danger critique d'extinction », une est « en danger », quatre sont « vulnérables », neuf sont « quasi menacées » et trois ont des « données insuffisantes » pour être classées (selon les critères de la liste rouge de l'UICN au niveau mondial).
Elle contient au moins onze espèces introduites sur ce territoire, qui sont plus ou moins bien acclimatées. Il peut contenir aussi dans cette liste des animaux non reconnus par la liste rouge de l'UICN (un mammifère ici) et ils sont classés en « non évalué » : cela étant dû notamment au manque de données et à des espèces domestiques, disparues ou éteintes avant le XVIe siècle. Il n'existe pas en Slovénie d'espèces et de sous-espèces de mammifères endémiques.

## Statuts de la liste rouge de l'UICN
Les statuts de conservation utilisés par la liste rouge de l'UICN mondiale sont :
| (EX) | Éteint                  | Il n'y a pas le moindre doute sur le fait que le dernier spécimen recensé est mort.                                                                   |
| (EW) | Éteint à l'état sauvage | L'espèce est connue uniquement en captivité ou en tant que population naturalisée bien en dehors de son ancienne aire de répartition.                 |
| (CR) | En danger critique      | L'espèce risque prochainement de s'éteindre à l'état sauvage.                                                                                         |
| (EN) | En danger               | L'espèce fait face à un très gros risque d'extinction à l'état sauvage.                                                                               |
| (VU) | Vulnérable              | L'espèce fait face à un gros risque d'extinction à l'état sauvage.                                                                                    |
| (NT) | Quasi menacé            | L'espèce ne satisfait pas un ou plusieurs des critères prévus qui permettraient de la catégoriser, mais pourrait risquer de s'éteindre dans le futur. |
| (LC) | Préoccupation mineure   | Il n'y a pas de risque identifiable pour l'espèce. |
| (DD) | Données insuffisantes   | Il n'y a pas d'information adéquate qui permettraient de faire une évaluation des risques pour cette espèce.                                          |
| (NE) | Non évalué              | L'espèce n'a pas encore été confrontée aux critères précédents, n'est pas reconnue par l'UICN ou bien s'est éteinte avant le XVIe siècle.             |

## Ordre:Primates

### Famille:Hominidés
| Nom binominal, nom vulgaire et citation d'auteurs | Nom vulgaire slovène (langue officielle de la Slovénie) | Origine et statut en Slovénie | Aire de répartition                    | Statut UICN mondial | Image         |
| ------------------------------------------------- | ------------------------------------------------------- | ----------------------------- | -------------------------------------- | ------------------- | ------------- |
| Homo sapiens (Homme moderne) Linnaeus, 1758       | Človek                                                  | Autochtone,                   | Aire de répartition de l'Homme moderne | [ 2 ]               | Homme moderne |

## Ordre:Lagomorphes

### Famille:Léporidés
| Nom binominal, nom vulgaire et citation d'auteurs         | Nom vulgaire slovène (langue officielle de la Slovénie) | Origine et statut en Slovénie | Aire de répartition                     | Statut UICN mondial | Image            |
| --------------------------------------------------------- | ------------------------------------------------------- | ----------------------------- | --------------------------------------- | ------------------- | ---------------- |
| Lepus europaeus (Lièvre d'Europe) Pallas, 1778            | Poljski zajec                                           | Autochtone                    | Aire de répartition du Lièvre d'Europe  | [ 3 ]               | Lièvre d'Europe  |
| Lepus timidus (Lièvre variable) Linnaeus, 1758            | Planinski zajec                                         | Autochtone                    | Aire de répartition du Lièvre variable  | [ 4 ]               | Lièvre variable  |
| Oryctolagus cuniculus (Lapin de garenne) (Linnaeus, 1758) | Evropski kunec                                          | Allochtone (Introduit),       | Aire de répartition du Lapin de garenne | [ 5 ]               | Lapin de garenne |

## Ordre:Rodentiens

### Famille:Castoridés
| Nom binominal, nom vulgaire et citation d'auteurs | Nom vulgaire slovène (langue officielle de la Slovénie) | Origine et statut en Slovénie | Aire de répartition                     | Statut UICN mondial | Image            |
| ------------------------------------------------- | ------------------------------------------------------- | ----------------------------- | --------------------------------------- | ------------------- | ---------------- |
| Castor fiber (Castor d'Eurasie) Linnaeus, 1758    | Evropski bober                                          | Autochtone (Recolonisateur),  | Aire de répartition du Castor d'Eurasie | [ 7 ]               | Castor d'Eurasie |

### Famille:Myocastoridés
| Nom binominal, nom vulgaire et citation d'auteurs | Nom vulgaire slovène (langue officielle de la Slovénie) | Origine et statut en Slovénie | Aire de répartition             | Statut UICN mondial | Image    |
| ------------------------------------------------- | ------------------------------------------------------- | ----------------------------- | ------------------------------- | ------------------- | -------- |
| Myocastor coypus (Ragondin) (Molina, 1782)        | Nutrija                                                 | Allochtone (Introduit)        | Aire de répartition du Ragondin | [ 9 ]               | Ragondin |

### Famille:Dipodidés
| Nom binominal, nom vulgaire et citation d'auteurs     | Nom vulgaire slovène (langue officielle de la Slovénie) | Origine et statut en Slovénie | Aire de répartition    | Statut UICN mondial | Image               |
| ----------------------------------------------------- | ------------------------------------------------------- | ----------------------------- | ---------------------- | ------------------- | ------------------- |
| Sicista subtilis (Siciste des steppes) (Pallas, 1773) | — aucun —                                               | Autochtone (Disparu),         | Illustration manquante | [ 11 ]              | Siciste des steppes |

### Famille:Cricétidés
| Nom binominal, nom vulgaire et citation d'auteurs                        | Nom vulgaire slovène (langue officielle de la Slovénie) | Origine et statut en Slovénie | Aire de répartition                         | Statut UICN mondial | Image                  |
| ------------------------------------------------------------------------ | ------------------------------------------------------- | ----------------------------- | ------------------------------------------- | ------------------- | ---------------------- |
| Arvicola amphibius (Campagnol terrestre) (Linnaeus, 1758)                | Veliki voluhar                                          | Autochtone                    | Aire de répartition du Campagnol terrestre  | [ 12 ]              | Campagnol terrestre    |
| Arvicola scherman (Campagnol fouisseur) (Shaw, 1801)                     | — aucun —                                               | Autochtone                    | Aire de répartition du Campagnol fouisseur  | [ 13 ]              | Illustration manquante |
| Chionomys nivalis (Campagnol des neiges) (Martins, 1842)                 | Evropska snežna voluharica                              | Autochtone                    | Aire de répartition du Campagnol des neiges | [ 14 ]              | Campagnol des neiges   |
| Microtus agrestis (Campagnol agreste) (Linnaeus, 1761)                   | — aucun —                                               | Autochtone                    | Aire de répartition du Campagnol agreste    | [ 15 ]              | Campagnol agreste      |
| Microtus arvalis (Campagnol des champs) (Pallas, 1778)                   | Poljska voluharica                                      | Autochtone                    | Aire de répartition du Campagnol des champs | [ 16 ]              | Campagnol des champs   |
| Microtus liechtensteini (Campagnol de Liechtenstein) (Wettstein, 1927)   | — aucun —                                               | Autochtone                    | Illustration manquante                      | [ 17 ]              | Illustration manquante |
| Microtus subterraneus (Campagnol souterrain) (de Sélys Longchamps, 1836) | — aucun —                                               | Autochtone                    | Illustration manquante                      | [ 18 ]              | Campagnol souterrain   |
| Myodes glareolus (Campagnol roussâtre) Schreber, 1780                    | Gozdna voluharica                                       | Autochtone                    | Aire de répartition du Campagnol roussâtre  | [ 19 ]              | Campagnol roussâtre    |
| Ondatra zibethicus (Rat musqué) (Linnaeus, 1766)                         | Pižmovka                                                | Allochtone (Introduit)        | Aire de répartition du Rat musqué           | [ 20 ]              | Rat musqué             |
| Dinaromys bogdanovi (Campagnol de Martino) (Martino, 1922)               | — aucun —                                               | Autochtone (Disparu)          | Aire de répartition du Campagnol de Martino | [ 21 ]              | Illustration manquante |
| Cricetulus migratorius (Hamster migrateur) (Pallas, 1773)                | — aucun —                                               | Autochtone (Disparu)          | Illustration manquante                      | [ 22 ]              | Illustration manquante |
| Cricetus cricetus (Grand Hamster) (Linnaeus, 1758)                       | Veliki hrček                                            | Autochtone                    | Aire de répartition du Grand Hamster        | [ 23 ]              | Grand Hamster          |

### Famille:Muridés
| Nom binominal, nom vulgaire et citation d'auteurs       | Nom vulgaire slovène (langue officielle de la Slovénie) | Origine et statut en Slovénie | Aire de répartition                     | Statut UICN mondial | Image                  |
| ------------------------------------------------------- | ------------------------------------------------------- | ----------------------------- | --------------------------------------- | ------------------- | ---------------------- |
| Apodemus agrarius (Mulot rayé) (Pallas, 1771)           | Dimasta miš                                             | Allochtone,                   | Illustration manquante                  | [ 25 ]              | Mulot rayé             |
| Apodemus flavicollis (Mulot à collier) (Melchior, 1834) | Rumenogrla miš                                          | Autochtone                    | Aire de répartition du Mulot à collier  | [ 26 ]              | Mulot à collier        |
| Apodemus sylvaticus (Mulot sylvestre) (Linnaeus, 1758)  | — aucun —                                               | Autochtone                    | Aire de répartition du Mulot sylvestre  | [ 27 ]              | Mulot sylvestre        |
| Apodemus uralensis (Mulot pygmée) (Pallas, 1811)        | — aucun —                                               | Allochtone (Disparu),         | Aire de répartition du Mulot pygmée     | [ 29 ]              | Mulot pygmée           |
| Micromys minutus (Rat des moissons) (Pallas, 1771)      | Škratjo miško                                           | Autochtone                    | Aire de répartition du Rat des moissons | [ 30 ]              | Rat des moissons       |
| Mus musculus (Souris grise) Linnaeus, 1758              | Hišna miš                                               | Allochtone (Introduit),       | Aire de répartition de la Souris grise  | [ 31 ]              | Souris grise           |
| Mus spicilegus (Souris des steppes) Petényi, 1882       | — aucun —                                               | Autochtone                    | Illustration manquante                  | [ 33 ]              | Illustration manquante |
| Rattus norvegicus (Rat surmulot) (Berkenhout, 1769)     | Siva podgana                                            | Allochtone (Introduit)        | Aire de répartition du Rat surmulot     | [ 34 ]              | Rat surmulot           |
| Rattus rattus (Rat noir) (Linnaeus, 1758)               | Črna podgana                                            | Allochtone (Introduit)        | Aire de répartition du Rat noir         | [ 35 ]              | Rat noir               |

### Famille:Gliridés
| Nom binominal, nom vulgaire et citation d'auteurs     | Nom vulgaire slovène (langue officielle de la Slovénie) | Origine et statut en Slovénie | Aire de répartition                 | Statut UICN mondial | Image          |
| ----------------------------------------------------- | ------------------------------------------------------- | ----------------------------- | ----------------------------------- | ------------------- | -------------- |
| Glis glis (Loir gris) Linnaeus, 1766                  | Navadni polh                                            | Autochtone                    | Aire de répartition du Loir gris    | [ 36 ]              | Loir gris      |
| Dryomys nitedula (Lérotin commun) (Pallas, 1778)      | Drevesni polh                                           | Autochtone                    | Illustration manquante              | [ 37 ]              | Lérotin commun |
| Eliomys quercinus (Lérot commun) (Linnaeus, 1766)     | Vrtni polh                                              | Autochtone                    | Aire de répartition du Lérot commun | [ 38 ]              | Lérot commun   |
| Muscardinus avellanarius (Muscardin) (Linnaeus, 1758) | Podlesek                                                | Autochtone                    | Aire de répartition du Muscardin    | [ 39 ]              | Muscardin      |

### Famille:Sciuridés
| Nom binominal, nom vulgaire et citation d'auteurs     | Nom vulgaire slovène (langue officielle de la Slovénie) | Origine et statut en Slovénie | Aire de répartition                          | Statut UICN mondial | Image              |
| ----------------------------------------------------- | ------------------------------------------------------- | ----------------------------- | -------------------------------------------- | ------------------- | ------------------ |
| Sciurus vulgaris (Écureuil roux) Linnaeus, 1758       | Navadna veverica                                        | Autochtone                    | Aire de répartition de l'Écureuil roux       | [ 40 ]              | Écureuil roux      |
| Marmota marmota (Marmotte des Alpes) (Linnaeus, 1758) | Alpski svizec                                           | Autochtone (Réintroduit),     | Aire de répartition de la Marmotte des Alpes | [ 41 ]              | Marmotte des Alpes |

## Ordre:Érinacéomorphes

### Famille:Érinacéidés
| Nom binominal, nom vulgaire et citation d'auteurs                  | Nom vulgaire slovène (langue officielle de la Slovénie) | Origine et statut en Slovénie | Aire de répartition                                  | Statut UICN mondial | Image                         |
| ------------------------------------------------------------------ | ------------------------------------------------------- | ----------------------------- | ---------------------------------------------------- | ------------------- | ----------------------------- |
| Erinaceus europaeus (Hérisson d'Europe occidentale) Linnaeus, 1758 | Rjavoprsi jež                                           | Autochtone                    | Aire de répartition du Hérisson d'Europe occidentale | [ 42 ]              | Hérisson d'Europe occidentale |
| Erinaceus roumanicus (Hérisson des Balkans) Barrett-Hamilton, 1900 | Severni beloprsi jež                                    | Autochtone                    | Aire de répartition du Hérisson des Balkans          | [ 43 ]              | Hérisson des Balkans          |

## Ordre:Soricomorphes

### Famille:Soricidés
| Nom binominal, nom vulgaire et citation d'auteurs           | Nom vulgaire slovène (langue officielle de la Slovénie) | Origine et statut en Slovénie | Aire de répartition                             | Statut UICN mondial | Image                  |
| ----------------------------------------------------------- | ------------------------------------------------------- | ----------------------------- | ----------------------------------------------- | ------------------- | ---------------------- |
| Crocidura leucodon (Crocidure leucode) (Hermann, 1780)      | — aucun —                                               | Autochtone                    | Aire de répartition de la Crocidure leucode     | [ 44 ]              | Crocidure leucode      |
| Crocidura suaveolens (Crocidure des jardins) (Pallas, 1811) | — aucun —                                               | Autochtone                    | Aire de répartition de la Crocidure des jardins | [ 45 ]              | Crocidure des jardins  |
| Suncus etruscus (Pachyure étrusque) (Savi, 1822)            | Etruščanska rovka                                       | Autochtone                    | Aire de répartition du Pachyure étrusque        | [ 46 ]              | Pachyure étrusque      |
| Neomys anomalus (Crossope de Miller) Cabrera, 1907          | — aucun —                                               | Autochtone                    | Aire de répartition de la Crossope de Miller    | [ 47 ]              | Crossope de Miller     |
| Neomys fodiens (Crossope aquatique) (Pennant, 1771)         | Povodna rovka                                           | Autochtone                    | Aire de répartition de la Crossope aquatique    | [ 48 ]              | Crossope aquatique     |
| Sorex alpinus (Musaraigne alpine) Schinz, 1837              | Gorska rovka                                            | Autochtone                    | Aire de répartition de la Musaraigne alpine     | [ 49 ]              | Musaraigne alpine      |
| Sorex araneus (Musaraigne carrelet) Linnaeus, 1758          | Gozdna rovka                                            | Autochtone                    | Aire de répartition de la Musaraigne carrelet   | [ 50 ]              | Musaraigne carrelet    |
| Sorex arunchi (Musaraigne d'Udine) Lapini & Testone, 1998   | — aucun —                                               | Peut-être autochtone,         | Aire de répartition de la Musaraigne d'Udine    | [ 51 ]              | Illustration manquante |
| Sorex minutus (Musaraigne pygmée) Linnaeus, 1766            | Mala rovka                                              | Autochtone                    | Aire de répartition de la Musaraigne pygmée     | [ 52 ]              | Musaraigne pygmée      |

### Famille:Talpidés
| Nom binominal, nom vulgaire et citation d'auteurs | Nom vulgaire slovène (langue officielle de la Slovénie) | Origine et statut en Slovénie   | Aire de répartition                      | Statut UICN mondial | Image          |
| ------------------------------------------------- | ------------------------------------------------------- | ------------------------------- | ---------------------------------------- | ------------------- | -------------- |
| Talpa caeca (Taupe aveugle) Savi, 1822            | — aucun —                                               | Peut-être autochtone (Disparu), | Aire de répartition de la Taupe aveugle  | [ 53 ]              | Taupe aveugle  |
| Talpa europaea (Taupe d'Europe) Linnaeus, 1758    | Navadni krt                                             | Autochtone                      | Aire de répartition de la Taupe d'Europe | [ 54 ]              | Taupe d'Europe |

## Ordre:Chiroptères

### Famille:Molossidés
| Nom binominal, nom vulgaire et citation d'auteurs         | Nom vulgaire slovène (langue officielle de la Slovénie) | Origine et statut en Slovénie | Aire de répartition                       | Statut UICN mondial | Image              |
| --------------------------------------------------------- | ------------------------------------------------------- | ----------------------------- | ----------------------------------------- | ------------------- | ------------------ |
| Tadarida teniotis (Molosse de Cestoni) (Rafinesque, 1814) | Dolgorepi netopir                                       | Peut-être autochtone          | Aire de répartition du Molosse de Cestoni | [ 56 ]              | Molosse de Cestoni |

### Famille:Rhinolophidés
| Nom binominal, nom vulgaire et citation d'auteurs             | Nom vulgaire slovène (langue officielle de la Slovénie) | Origine et statut en Slovénie | Aire de répartition                          | Statut UICN mondial | Image                  |
| ------------------------------------------------------------- | ------------------------------------------------------- | ----------------------------- | -------------------------------------------- | ------------------- | ---------------------- |
| Rhinolophus blasii (Rhinolophe de Blasius) Peters, 1866       | Blasijev podkovnjak                                     | Autochtone (Disparu)          | Aire de répartition du Rhinolophe de Blasius | [ 58 ]              | Illustration manquante |
| Rhinolophus euryale (Rhinolophe euryale) Blasius, 1853        | Južni podkovnjak                                        | Autochtone                    | Aire de répartition du Rhinolophe euryale    | [ 59 ]              | Rhinolophe euryale     |
| Rhinolophus ferrumequinum (Grand Rhinolophe) (Schreber, 1774) | Veliki podkovnjak                                       | Autochtone                    | Aire de répartition du Grand Rhinolophe      | [ 60 ]              | Grand Rhinolophe       |
| Rhinolophus hipposideros (Petit Rhinolophe) (Bechstein, 1800) | Mali podkovnjak                                         | Autochtone                    | Aire de répartition du Petit Rhinolophe      | [ 61 ]              | Petit Rhinolophe       |
| Rhinolophus mehelyi (Rhinolophe de Méhely) Matschie, 1901     | — aucun —                                               | Autochtone                    | Aire de répartition du Rhinolophe de Méhely  | [ 62 ]              | Rhinolophe de Méhely   |

### Famille:Vespertilionidés
| Nom binominal, nom vulgaire et citation d'auteurs                             | Nom vulgaire slovène (langue officielle de la Slovénie) | Origine et statut en Slovénie | Aire de répartition                                | Statut UICN mondial | Image                       |
| ----------------------------------------------------------------------------- | ------------------------------------------------------- | ----------------------------- | -------------------------------------------------- | ------------------- | --------------------------- |
| Miniopterus schreibersii (Minioptère de Schreibers) (Kuhl, 1817)              | Dolgokrili netopir                                      | Autochtone                    | Aire de répartition du Minioptère de Schreibers    | [ 63 ]              | Minioptère de Schreibers    |
| Myotis alcathoe (Murin d'Alcathoé) von Helversen & Heller, 2001               | — aucun —                                               | Autochtone                    | Aire de répartition du Murin d'Alcathoé            | [ 65 ]              | Murin d'Alcathoé            |
| Myotis bechsteinii (Murin de Bechstein) (Kuhl, 1817)                          | Ostrouhi netopir                                        | Autochtone                    | Aire de répartition du Murin de Bechstein          | [ 66 ]              | Murin de Bechstein          |
| Myotis blythii (Petit Murin) (Tomes, 1857)                                    | — aucun —                                               | Autochtone,                   | Aire de répartition du Petit Murin                 | [ 67 ]              | Petit Murin                 |
| Myotis brandtii (Murin de Brandt) (Eversmann, 1845)                           | Brandtov netopir                                        | Autochtone                    | Aire de répartition du Murin de Brandt             | [ 68 ]              | Murin de Brandt             |
| Myotis capaccinii (Murin de Capaccini) (Bonaparte, 1837)                      | Dolgonogi netopir                                       | Autochtone                    | Aire de répartition du Murin de Capaccini          | [ 69 ]              | Murin de Capaccini          |
| Myotis daubentonii (Murin de Daubenton) (Kuhl, 1817)                          | Obvodni netopir                                         | Autochtone                    | Aire de répartition du Murin de Daubenton          | [ 70 ]              | Murin de Daubenton          |
| Myotis emarginatus (Murin à oreilles échancrées) (É. Geoffroy, 1806)          | Vejicati netopir                                        | Autochtone                    | Aire de répartition du Murin à oreilles échancrées | [ 71 ]              | Murin à oreilles échancrées |
| Myotis myotis (Grand Murin) (Borkhausen, 1797)                                | Navadni netopir                                         | Autochtone                    | Aire de répartition du Grand Murin                 | [ 72 ]              | Grand Murin                 |
| Myotis mystacinus (Murin à moustaches) (Kuhl, 1817)                           | Brkati netopir                                          | Autochtone                    | Aire de répartition du Murin à moustaches          | [ 73 ]              | Murin à moustaches          |
| Myotis nattereri (Murin de Natterer) (Kuhl, 1817)                             | Resasti netopir                                         | Autochtone                    | Aire de répartition du Murin de Natterer           | [ 74 ]              | Murin de Natterer           |
| Eptesicus nilssonii (Sérotine de Nilsson) (Keyserling & Blasius, 1839)        | Severni netopir                                         | Autochtone                    | Aire de répartition de la Sérotine de Nilsson      | [ 75 ]              | Sérotine de Nilsson         |
| Eptesicus serotinus (Sérotine commune) (Schreber, 1774)                       | Pozni netopir                                           | Autochtone                    | Aire de répartition de la Sérotine commune         | [ 76 ]              | Sérotine commune            |
| Nyctalus lasiopterus (Grande Noctule) (Schreber, 1780)                        | Veliki mračnik                                          | Autochtone                    | Aire de répartition de la Grande Noctule           | [ 77 ]              | Grande Noctule              |
| Nyctalus leisleri (Noctule de Leisler) (Kuhl, 1817)                           | Gozdni mračnik                                          | Autochtone                    | Aire de répartition de la Noctule de Leisler       | [ 78 ]              | Noctule de Leisler          |
| Nyctalus noctula (Noctule commune) (Schreber, 1774)                           | Navadni mračnik                                         | Autochtone                    | Aire de répartition de la Noctule commune          | [ 79 ]              | Noctule commune             |
| Pipistrellus kuhlii (Pipistrelle de Kuhl) (Kuhl, 1817)                        | Belorobi netopir                                        | Autochtone                    | Aire de répartition de la Pipistrelle de Kuhl      | [ 80 ]              | Pipistrelle de Kuhl         |
| Pipistrellus nathusii (Pipistrelle de Nathusius) (Keyserling & Blasius, 1839) | Nathusijev netopir                                      | Autochtone                    | Aire de répartition de la Pipistrelle de Nathusius | [ 81 ]              | Pipistrelle de Nathusius    |
| Pipistrellus pipistrellus (Pipistrelle commune) (Schreber, 1774)              | Mali netopir                                            | Autochtone                    | Aire de répartition de la Pipistrelle commune      | [ 82 ]              | Pipistrelle commune         |
| Pipistrellus pygmaeus (Pipistrelle pygmée) (Leach, 1825)                      | Drobni netopir                                          | Autochtone                    | Aire de répartition de la Pipistrelle pygmée       | [ 83 ]              | Pipistrelle pygmée          |
| Barbastella barbastellus (Barbastelle d'Europe) (Schreber, 1774)              | Širokouhi netopir                                       | Autochtone                    | Aire de répartition de la Barbastelle d'Europe     | [ 84 ]              | Barbastelle d'Europe        |
| Plecotus auritus (Oreillard roux) (Linnaeus, 1758)                            | Rjavi uhati netopir                                     | Autochtone                    | Aire de répartition de l'Oreillard roux            | [ 85 ]              | Oreillard roux              |
| Plecotus austriacus (Oreillard gris) (J. Fischer, 1829)                       | Sivi uhati netopir                                      | Autochtone                    | Aire de répartition de l'Oreillard gris            | [ 86 ]              | Oreillard gris              |
| Plecotus kolombatovici (Oreillard des Balkans) Dulic, 1980                    | — aucun —                                               | Peut-être autochtone          | Illustration manquante                             | [ 87 ]              | Illustration manquante      |
| Plecotus macrobullaris (Oreillard montagnard) Kuzjakin, 1965                  | Usnjebradi uhati netopir                                | Autochtone                    | Aire de répartition de l'Oreillard montagnard      | [ 88 ]              | Oreillard montagnard        |
| Hypsugo savii (Vespère de Savi) (Bonaparte, 1837)                             | Savijev netopir                                         | Autochtone                    | Aire de répartition de la Vespère de Savi          | [ 89 ]              | Vespère de Savi             |
| Vespertilio murinus (Sérotine bicolore) Linnaeus, 1758                        | Dvobarvni netopir                                       | Autochtone                    | Aire de répartition de la Sérotine bicolore        | [ 90 ]              | Sérotine bicolore           |

## Ordre:Cétacés

### Famille:Balænoptéridés
| Nom binominal, nom vulgaire et citation d'auteurs         | Nom vulgaire slovène (langue officielle de la Slovénie) | Origine et statut en Slovénie | Aire de répartition                       | Statut UICN mondial | Image           |
| --------------------------------------------------------- | ------------------------------------------------------- | ----------------------------- | ----------------------------------------- | ------------------- | --------------- |
| Balaenoptera physalus (Rorqual commun) (Linnaeus, 1758)   | Hrbtopluti kit                                          | Autochtone                    | Aire de répartition du Rorqual commun     | [ 91 ]              | Rorqual commun  |
| Megaptera novaeangliae (Baleine à bosse) (Borowski, 1781) | Kit grbavec                                             | Autochtone                    | Aire de répartition de la Baleine à bosse | [ 93 ]              | Baleine à bosse |

### Famille:Delphinidés
| Nom binominal, nom vulgaire et citation d'auteurs             | Nom vulgaire slovène (langue officielle de la Slovénie) | Origine et statut en Slovénie | Aire de répartition                               | Statut UICN mondial | Image                      |
| ------------------------------------------------------------- | ------------------------------------------------------- | ----------------------------- | ------------------------------------------------- | ------------------- | -------------------------- |
| Delphinus delphis (Dauphin commun à bec court) Linnaeus, 1758 | Navadni delfin                                          | Peut-être autochtone          | Aire de répartition du Dauphin commun à bec court | [ 94 ]              | Dauphin commun à bec court |
| Stenella coeruleoalba (Dauphin bleu et blanc) (Meyen, 1833)   | Navadni progasti delfin                                 | Autochtone                    | Aire de répartition du Dauphin bleu et blanc      | [ 95 ]              | Dauphin bleu et blanc      |
| Tursiops truncatus (Grand Dauphin commun) (Montagu, 1821)     | Navadna velika pliskavka                                | Autochtone                    | Aire de répartition du Grand Dauphin commun       | [ 96 ]              | Grand Dauphin commun       |
| Globicephala melas (Globicéphale noir) (Traill, 1809)         | Dolgoplavuta mrka pliskavka                             | Peut-être autochtone          | Aire de répartition du Globicéphale noir          | [ 97 ]              | Globicéphale noir          |
| Grampus griseus (Dauphin de Risso) (G. Cuvier, 1812)          | Okrogloglavi delfin                                     | Autochtone                    | Aire de répartition du Dauphin de Risso           | [ 98 ]              | Dauphin de Risso           |
| Steno bredanensis (Sténo) (G. Cuvier in Lesson, 1828)         | Brazdastozobi delfin                                    | Peut-être autochtone          | Aire de répartition du Sténo                      | [ 99 ]              | Sténo                      |

### Famille:Physétéridés
| Nom binominal, nom vulgaire et citation d'auteurs      | Nom vulgaire slovène (langue officielle de la Slovénie) | Origine et statut en Slovénie | Aire de répartition                   | Statut UICN mondial | Image          |
| ------------------------------------------------------ | ------------------------------------------------------- | ----------------------------- | ------------------------------------- | ------------------- | -------------- |
| Physeter macrocephalus (Grand Cachalot) Linnaeus, 1758 | Kit glavač                                              | Autochtone                    | Aire de répartition du Grand Cachalot | [ 100 ]             | Grand Cachalot |

### Famille:Ziphiidés
| Nom binominal, nom vulgaire et citation d'auteurs             | Nom vulgaire slovène (langue officielle de la Slovénie) | Origine et statut en Slovénie | Aire de répartition                               | Statut UICN mondial | Image                   |
| ------------------------------------------------------------- | ------------------------------------------------------- | ----------------------------- | ------------------------------------------------- | ------------------- | ----------------------- |
| Ziphius cavirostris (Baleine à bec de Cuvier) G. Cuvier, 1823 | — aucun —                                               | Peut-être autochtone          | Aire de répartition de la Baleine à bec de Cuvier | [ 101 ]             | Baleine à bec de Cuvier |

## Ordre:Artiodactyles

### Famille:Bovidés
| Nom binominal, nom vulgaire et citation d'auteurs | Nom vulgaire slovène (langue officielle de la Slovénie) | Origine et statut en Slovénie | Aire de répartition                        | Statut UICN mondial | Image               |
| ------------------------------------------------- | ------------------------------------------------------- | ----------------------------- | ------------------------------------------ | ------------------- | ------------------- |
| Bos taurus (Taurin) Linnaeus, 1758                | Govedo                                                  | Autochtone (Disparu)          | Aire de répartition du Taurin              | (NE)                |                     |
| Capra ibex (Bouquetin des Alpes) Linnaeus, 1758   | Alpski kozorog                                          | Allochtone (Introduit)        | Aire de répartition du Bouquetin des Alpes | [ 102 ]             | Bouquetin des Alpes |
| Ovis aries (Mouflon oriental) Linnaeus, 1758      | Muflon                                                  | Allochtone (Introduit)        | Aire de répartition du Mouflon oriental    | [ 104 ]             | Mouflon oriental    |
| Rupicapra rupicapra (Chamois) (Linnaeus, 1758)    | Gams                                                    | Autochtone                    | Aire de répartition du Chamois             | [ 105 ]             | Chamois             |

### Famille:Cervidés
| Nom binominal, nom vulgaire et citation d'auteurs         | Nom vulgaire slovène (langue officielle de la Slovénie) | Origine et statut en Slovénie         | Aire de répartition                       | Statut UICN mondial | Image              |
| --------------------------------------------------------- | ------------------------------------------------------- | ------------------------------------- | ----------------------------------------- | ------------------- | ------------------ |
| Alces alces (Élan) (Linnaeus, 1758)                       | Los                                                     | Autochtone (Disparu)                  | Aire de répartition de l'Élan             | [ 106 ]             | Élan               |
| Capreolus capreolus (Chevreuil européen) (Linnaeus, 1758) | Srna                                                    | Autochtone                            | Aire de répartition du Chevreuil européen | [ 107 ]             | Chevreuil européen |
| Cervus elaphus (Cerf élaphe) Linnaeus, 1758               | Navadni jelen                                           | Autochtone (Réintroduit)              | Aire de répartition du Cerf élaphe        | [ 108 ]             | Cerf élaphe        |
| Cervus nippon (Cerf sika) Temminck, 1838                  | — aucun —                                               | Allochtone (Peut-être non acclimaté), | Illustration manquante                    | [ 110 ]             | Cerf sika          |
| Dama dama (Daim européen) (Linnaeus, 1758)                | Damjak                                                  | Allochtone (Introduit)                | Aire de répartition du Daim européen      | [ 111 ]             | Daim européen      |

### Famille:Suidés
| Nom binominal, nom vulgaire et citation d'auteurs | Nom vulgaire slovène (langue officielle de la Slovénie) | Origine et statut en Slovénie | Aire de répartition                       | Statut UICN mondial | Image              |
| ------------------------------------------------- | ------------------------------------------------------- | ----------------------------- | ----------------------------------------- | ------------------- | ------------------ |
| Sus scrofa (Sanglier d'Eurasie) Linnaeus, 1758    | Divja svinja                                            | Autochtone                    | Aire de répartition du Sanglier d'Eurasie | [ 112 ]             | Sanglier d'Eurasie |

## Ordre:Carnivores

### Famille:Canidés
| Nom binominal, nom vulgaire et citation d'auteurs      | Nom vulgaire slovène (langue officielle de la Slovénie) | Origine et statut en Slovénie             | Aire de répartition                   | Statut UICN mondial | Image          |
| ------------------------------------------------------ | ------------------------------------------------------- | ----------------------------------------- | ------------------------------------- | ------------------- | -------------- |
| Canis aureus (Chacal doré) Linnaeus, 1758              | Zlati šakal                                             | Allochtone ou autochtone (Recolonisateur) | Aire de répartition du Chacal doré    | [ 115 ]             |                |
| Canis lupus (Loup gris) Linnaeus, 1758                 | Volk                                                    | Autochtone                                | Aire de répartition du Loup gris      | [ 116 ]             | Loup gris      |
| Nyctereutes procyonoides (Chien viverrin) (Gray, 1834) | Rakunasti pes                                           | Erratique,                                | Aire de répartition du Chien viverrin | [ 118 ]             | Chien viverrin |
| Vulpes vulpes (Renard roux) (Linnaeus, 1758)           | Navadna lisica                                          | Autochtone                                | Aire de répartition du Renard roux    | [ 119 ]             | Renard roux    |

### Famille:Ursidés
| Nom binominal, nom vulgaire et citation d'auteurs | Nom vulgaire slovène (langue officielle de la Slovénie) | Origine et statut en Slovénie | Aire de répartition                | Statut UICN mondial | Image     |
| ------------------------------------------------- | ------------------------------------------------------- | ----------------------------- | ---------------------------------- | ------------------- | --------- |
| Ursus arctos (Ours brun) Linnaeus, 1758           | Rjavi medved                                            | Autochtone                    | Aire de répartition de l'Ours brun | [ 120 ]             | Ours brun |

### Famille:Mustélidés
| Nom binominal, nom vulgaire et citation d'auteurs  | Nom vulgaire slovène (langue officielle de la Slovénie) | Origine et statut en Slovénie        | Aire de répartition                        | Statut UICN mondial | Image             |
| -------------------------------------------------- | ------------------------------------------------------- | ------------------------------------ | ------------------------------------------ | ------------------- | ----------------- |
| Lutra lutra (Loutre commune) (Linnaeus, 1758)      | Evrazijska vidra                                        | Autochtone                           | Aire de répartition de la Loutre commune   | [ 121 ]             | Loutre commune    |
| Martes foina (Fouine) (Erxleben, 1777)             | Kuna belica                                             | Allochtone                           | Aire de répartition de la Fouine           | [ 122 ]             | Fouine            |
| Martes martes (Martre des pins) (Linnaeus, 1758)   | Kuna zlatica                                            | Autochtone                           | Aire de répartition de la Martre des pins  | [ 123 ]             | Martre des pins   |
| Meles meles (Blaireau européen) (Linnaeus, 1758)   | Evrazijski jazbec                                       | Autochtone                           | Aire de répartition du Blaireau européen   | [ 124 ]             | Blaireau européen |
| Mustela lutreola (Vison d'Europe) (Linnaeus, 1761) | Vidrica                                                 | Peut-être autochtone (Disparu)       | Aire de répartition du Vison d'Europe      | [ 126 ]             | Vison d'Europe    |
| Mustela erminea (Hermine) Linnaeus, 1758           | Velika podlasica                                        | Autochtone                           | Aire de répartition de l'Hermine           | [ 127 ]             | Hermine           |
| Mustela nivalis (Belette d'Europe) Linnaeus, 1766  | Mala podlasica                                          | Autochtone                           | Aire de répartition de la Belette d'Europe | [ 128 ]             | Belette d'Europe  |
| Mustela putorius (Putois d'Europe) Linnaeus, 1758  | Evropski dihur                                          | Autochtone                           | Aire de répartition du Putois d'Europe     | [ 129 ]             | Putois d'Europe   |
| Neovison vison (Vison d'Amérique) (Schreber, 1777) | — aucun —                                               | Allochtone (Peut-être non acclimaté) | Aire de répartition du Vison d'Amérique    | [ 131 ]             | Vison d'Amérique  |

### Famille:Procyonidés
| Nom binominal, nom vulgaire et citation d'auteurs    | Nom vulgaire slovène (langue officielle de la Slovénie) | Origine et statut en Slovénie | Aire de répartition                        | Statut UICN mondial | Image               |
| ---------------------------------------------------- | ------------------------------------------------------- | ----------------------------- | ------------------------------------------ | ------------------- | ------------------- |
| Procyon lotor (Raton laveur commun) (Linnaeus, 1758) | Rakun                                                   | Erratique                     | Aire de répartition du Raton laveur commun | [ 133 ]             | Raton laveur commun |

### Famille:Phocidés
| Nom binominal, nom vulgaire et citation d'auteurs                | Nom vulgaire slovène (langue officielle de la Slovénie) | Origine et statut en Slovénie | Aire de répartition                                 | Statut UICN mondial | Image                        |
| ---------------------------------------------------------------- | ------------------------------------------------------- | ----------------------------- | --------------------------------------------------- | ------------------- | ---------------------------- |
| Monachus monachus (Phoque moine de Méditerranée) (Hermann, 1779) | Sredozemska medvedjica                                  | Autochtone (Disparu)          | Aire de répartition du Phoque moine de Méditerranée | [ 134 ]             | Phoque moine de Méditerranée |

### Famille:Félidés
| Nom binominal, nom vulgaire et citation d'auteurs | Nom vulgaire slovène (langue officielle de la Slovénie) | Origine et statut en Slovénie | Aire de répartition                 | Statut UICN mondial | Image        |
| ------------------------------------------------- | ------------------------------------------------------- | ----------------------------- | ----------------------------------- | ------------------- | ------------ |
| Felis silvestris (Chat sauvage) Schreber, 1777    | Divja mačka                                             | Autochtone                    | Aire de répartition du Chat sauvage | [ 135 ]             | Chat sauvage |
| Lynx lynx (Lynx boréal) (Linnaeus, 1758)          | Evrazijski ris                                          | Autochtone (Réintroduit)      | Aire de répartition du Lynx boréal  | [ 137 ]             | Lynx boréal  |